# Municipio de Marple
El municipio de Marple (en inglés: Marple Township) es un municipio ubicado en el condado de Delaware en el estado estadounidense de Pensilvania. En el año 2015 tenía una población de 23.743 habitantes y una densidad poblacional de 898.1 personas por km².

## Geografía
El municipio de Marple se encuentra ubicado en las coordenadas 39°58′30″N 75°21′29″O / 39.97500, -75.35806.

## Demografía
Según la Oficina del Censo en 2000 los ingresos medios por hogar en la localidad eran de $59,577 y los ingresos medios por familia eran de $71,829. Los hombres tenían unos ingresos medios de $47,062 frente a los $32,304 para las mujeres. La renta per cápita de la localidad era de $28,494. Alrededor del 4,6% de la población estaba por debajo del umbral de pobreza.